# Michael Kast von Ebelsberg
Michael svobodný pán Kast von Ebelsberg (15. října 1859 Neděliště – 29. července 1932 Ebelsberg) byl rakousko-uherský, respektive předlitavský šlechtic a politik, koncem 19. století ministr zemědělství Předlitavska ve vládě Franze Thuna.

## Biografie

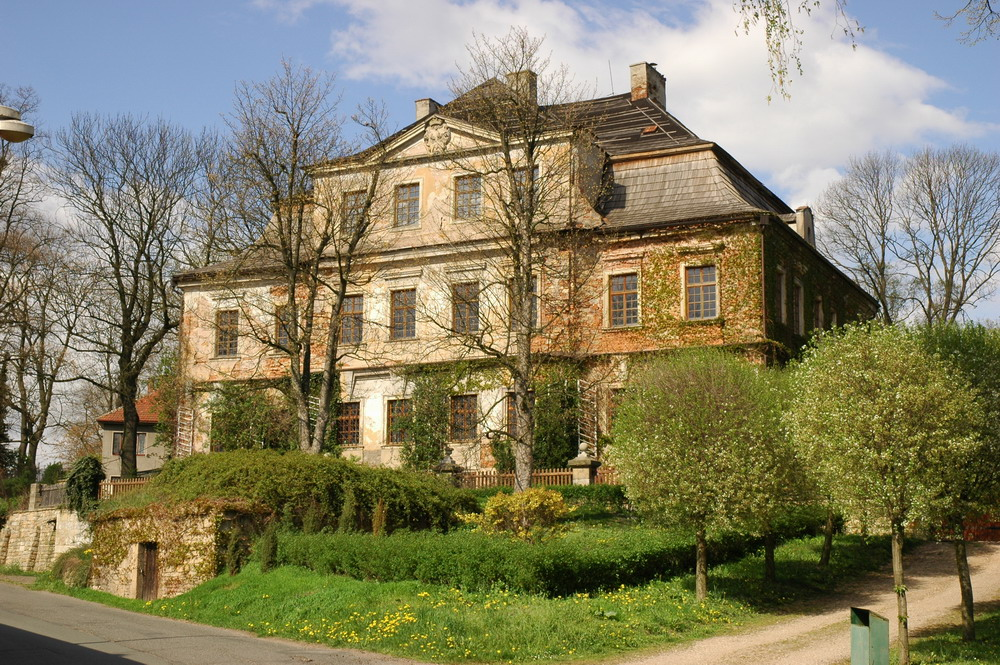
Zámek Neděliště, rodiště Michaela Kasta von Ebelsberg

Narodil se v Nedělišti jako prostřední ze synů Llewellyna Kasta von Ebelsberg (1826–1895) a Žofie Dobřenské z Dobřenic (1831–1893). 
Vystudoval práva na univerzitě ve Štýrském Hradci. Od roku 1884 pracoval jako politický úředník na místodržitelství v Linci, později na okresním hejtmanství ve městě Kirchdorf an der Krems. Od roku 1889 pracoval na ministerstvu obchodu, kde setrval do roku 1895. Následně se začal věnovat správě rodinného velkostatku v Sierningu a Ebelsbergu. V roce 1895 byl zvolen za poslance Hornorakouského zemského sněmu, kde zasedal ve velkostatkářské kurii. Od roku 1896 byl rovněž členem hornorakouského zemského výboru. V lednu 1897 se stal zemským hejtmanem Horních Rakous.
Vrchol jeho politické kariéry nastal koncem 19. století za vlády Franze Thuna, v níž se stal ministrem zemědělství Předlitavska. Funkci zastával v období 7. března 1898 – 2. října 1899.
Po odchodu z vlády již trvale opustil politické funkce a až do sklonku života se věnoval správě svého velkostatku.
V dubnu 1925 se ve svých pětašedesáti letech oženil s komtesou Annou Marií von Blome (1871–1960), ovdovělou hraběnkou von und zu Eltz. Anna měla z předchozího manželství tři dospělé děti. Jejich manželství zůstalo bezdětné. 
Michael Kast von Ebelsberg zemřel na zámku Ebelsberg u Lince v červenci 1932 ve věku dvaasedmdesáti let.